# Troca de prisioneiros

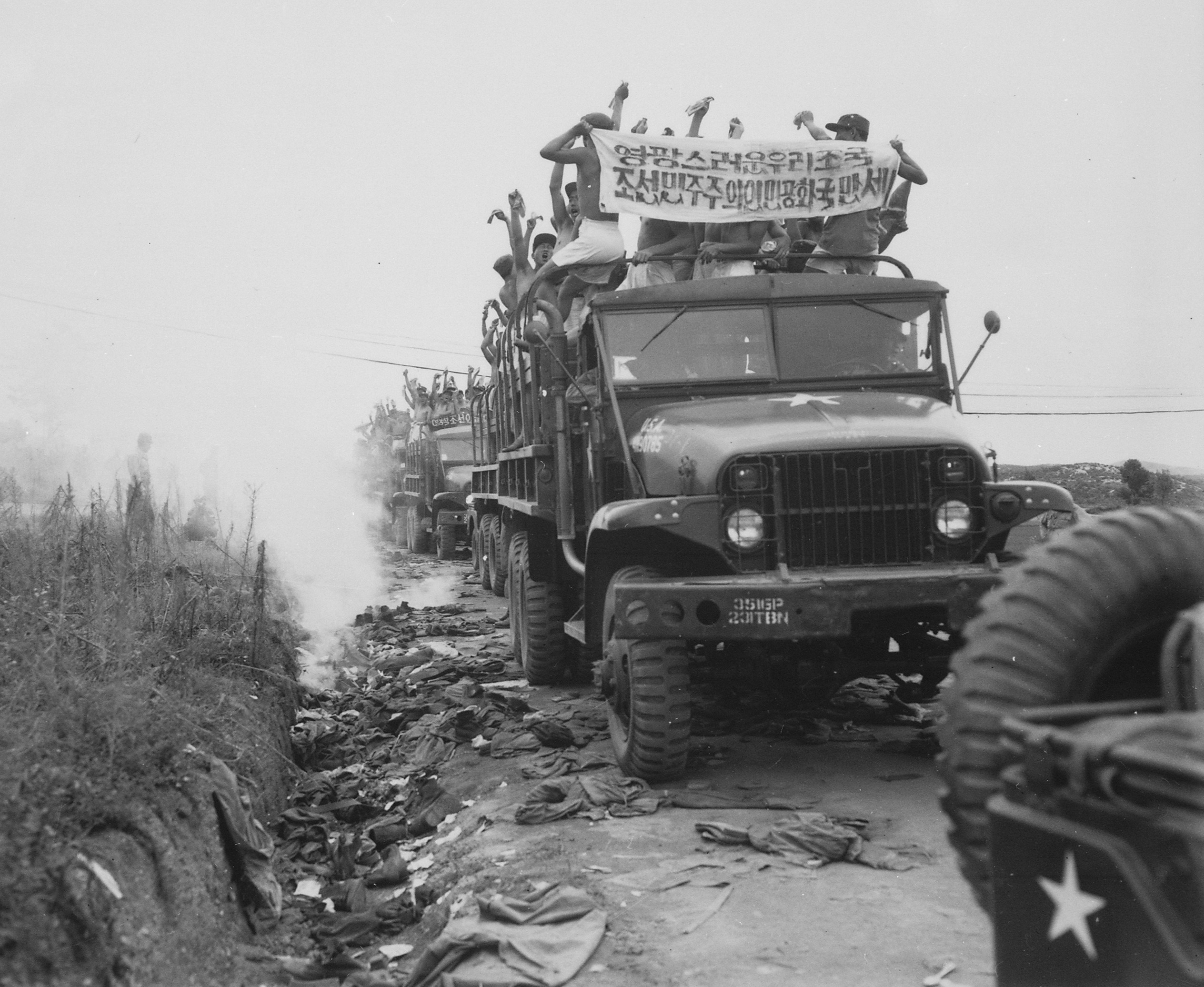
Prisioneiros de guerra norte-coreanos sendo devolvidos à Coreia do Norte durante a Guerra da Coreia pelos Estados Unidos.

Uma troca de prisioneiros é um acordo entre lados opostos em um conflito para libertar prisioneiros: prisioneiros de guerra, espiões, reféns, etc. É usado como um mecanismo eficaz para manter a paz, uma trégua ou assinar um armistício. Embora na maioria dos casos envolvam pessoas vivas, também podem envolver a troca de corpos de falecidos.

## Convenções de Genebra
Nos termos das Convenções de Genebra, os prisioneiros que não podem contribuir para o esforço de guerra devido a doença ou deficiência têm direito a ser repatriados para o seu país de origem. Isto independentemente do número de prisioneiros afetados; a potência detentora não pode recusar um pedido genuíno.
Nos termos da Convenção de Genebra (1929), isto é abrangido pelos artigos 68.º a 74.º e pelo anexo. Um dos maiores programas de intercâmbio foi administrado pela Cruz Vermelha Internacional durante a Segunda Guerra Mundial sob estes termos. Nos termos da Terceira Convenção de Genebra de 1949, isso é abrangido pelos artigos 109.º a 117.º.
A Segunda Guerra Mundial na Iugoslávia viu uma luta brutal entre as forças armadas do Terceiro Reich e os Partisans liderados pelos comunistas. Apesar disso, os dois lados negociaram trocas de prisioneiros praticamente desde o início da guerra. Em circunstâncias extraordinárias, estes primeiros contactos evoluíram para um acordo formal de troca, centrado na criação de uma zona neutra, possivelmente a única na Europa ocupada, onde os prisioneiros foram regularmente trocados até finais de abril de 1945, salvando vários milhares de vidas.
Durante o conflito armado interno colombiano, os acordos entre o Governo da Colômbia e as Forças Armadas Revolucionárias da Colômbia - Exército Popular (FARC-EP) para libertar prisioneiros, reféns e guerrilheiros entre ambas as partes ficaram conhecidos como Acordo Humanitário.
A Ucrânia e a Rússia trocaram centenas de prisioneiros no decorrer da guerra corrente. Em janeiro de 2024, foi realizada a maior troca de prisioneiros até o momento, mediada pelos Emirados Árabes Unidos. A Ucrânia recebeu 230 prisioneiros, incluindo membros das forças armadas e da guarda de fronteira, enquanto os russos tiveram 248 soldados libertados. Esta também foi a primeira grande troca de prisioneiros desde agosto do ano anterior.